# Dave Silk (Eisschnellläufer)
David William „Dave“ Silk (* 18. Oktober 1965 in Butte, Montana) ist ein ehemaliger US-amerikanischer Eisschnellläufer. Er nahm 1988 an den Olympischen Winterspielen teil und gewann im gleichen Jahr eine Bronzemedaille bei der Mehrkampfweltmeisterschaft.

## Werdegang
Dave Silk stammt aus Butte im US-Bundesstaat Montana. Er begann im Grundschulalter mit dem Eislaufen. Während seiner High-School-Zeit gab er andere Sportarten auf und konzentrierte sich ganz auf das Eisschnelllauftraining bei Mike Crowe. Nach Erfolgen auf nationaler Ebene nahm er 1983 an der Juniorenweltmeisterschaft teil und belegte den 25. Rang im Mehrkampf. 1984 reiste er als Ersatzläufer zu den Olympischen Winterspielen nach Sarajevo. In den folgenden Wintern entwickelte er sich zu einem der international schnellsten Langstreckenläufer: Bei der Mehrkampfweltmeisterschaft 1985 lief er die zweitbeste Zeit über 10.000 Meter und wurde Sechster der Mehrkampfwertung. Ein Jahr später gewann er ein Weltcuprennen in Inzell über 5000 Meter und entschied vor dem amtierenden Olympiasieger Tomas Gustafson auch die Weltcup-Gesamtwertung auf dieser Distanz für sich. Im 1500-Meter-Weltcupklassement wurde Silk in der Saison 1985/86 Dritter.
Bei den olympischen Eisschnelllaufwettbewerben im Februar 1988 im Olympic Oval in Calgary trat Silk über 1500 Meter, 5000 Meter und 10.000 Meter an und belegte Ergebnisse zwischen den Positionen sechs und fünfzehn. Einen Monat nach Olympia gewann er hinter Eric Flaim und Leo Visser die Bronzemedaille bei der Mehrkampfweltmeisterschaft 1988 auf der Bahn in Medeo. Im Rahmen der WM lief Silk die beste Zeit über 1500 Meter, stürzte aber im abschließenden 10.000-Meter-Rennen, wodurch er Sekunden auf die Führenden verlor. Nach 1988 trat Silk nicht mehr im Weltcup und nur noch vereinzelt bei internationalen Wettkämpfen an. 1991 trainierte er für ein Jahr das Nationalteam der Junioren. Rückblickend sagte er, er habe sich in dieser Zeit „ziemlich ausgebrannt“ gefühlt (im Original: „pretty burnt out“) und deswegen seine Karriere nicht bis zu den Winterspielen 1992 fortgesetzt.
Nach seiner aktiven Laufbahn verfolgte Silk eine medizinische Ausbildung. Er besuchte ab 1992 die University of Washington Medical School, ehe er seine Weiterbildungsphase (Residency) an der Michigan State University absolvierte. Anschließend arbeitete er als Notarzt (emergency room doctor) in Bremerton, in Helena und in Butte. Er ist verheiratet und hat Zwillingssöhne (* 2005).

## Weltcupsieg
| Nr. | Datum        | Ort    | Disziplin |
| --- | ------------ | ------ | --------- |
| 1.  | 8. März 1986 | Inzell | 5000 m    |

## Persönliche Bestzeiten
| Strecke  | Zeit         | Datum            | Ort                    |
| -------- | ------------ | ---------------- | ---------------------- |
| 500 m    | 37,96 s      | 5. März 1988     | Medeo                  |
| 1000 m   | 1:16,97 min  | 22. Februar 1986 | Inzell                 |
| 1500 m   | 1:53,66 min  | 5. März 1988     | Medeo                  |
| 3000 m   | 4:10,24 min  | 2. Dezember 1989 | Butte                  |
| 5000 m   | 6:49,95 min  | 13. Februar 1988 | Olympic Oval (Calgary) |
| 10.000 m | 14:25,56 min | 13. Februar 1988 | Olympic Oval (Calgary) |